# Мале Кіясово
Мале Кія́сово (рос. Малое Киясово, удм. Малое Киясово) — присілок у складі Кіясовського району Удмуртії, Росія.
Населення — 19 осіб (2010; 44 у 2002).
Національний склад:
- росіяни — 93 %